# Doctor Who (10.ª temporada)
A décima temporada (a trigésima sexta temporada no total) da série de televisão britânica de ficção científica Doctor Who começou em 15 de abril de 2017 com o episódio "The Pilot" e teve doze episódios no total, sendo encerrada com a história "The Doctor Falls" em 1 de julho de 2017. As gravações começaram em junho de 2016 e foram comandadas pelo roteirista e produtor executivo da série Steven Moffat, que foi auxiliado por Brian Minchin. Esta foi a terceira e última temporada de Doctor Who supervisionada pelos dois, além de também ser a sexta e última comandada por Moffat.
Em julho de 2015, a revisão anual para a  BBC Worldwide revelou que Doctor Who havia sido confirmada para uma décima temporada. Steven Moffat escreveu quatro episódios. Frank Cottrell-Boyce, Sarah Dollard, Jamie Mathieson, Peter Harness, Toby Whithouse e Mark Gatiss, outros escritores que já haviam colaborado para série, bem como Mike Bartlett e Rona Munro, que também colaboraram com a escrita para os episódios restantes. A série foi dirigida por três diretores que já haviam trabalhado na série e por três que estrearam no programa.
Precedido pelo episódio de natal "The Return of Doctor Mysterio" exibido em dezembro de 2016, esta foi a terceira e última temporada de Peter Capaldi como o Décimo segundo Doutor, um Senhor do Tempo que viaja através do tempo e do espaço em sua TARDIS, uma máquina do tempo que se assemelha a uma cabine telefônica policial britânica dos anos 1960 em seu exterior. A décima temporada também introduziu Pearl Mackie como Bill Potts, a nova acompanhante do Doutor. Matt Lucas reprisou seu papel como Nardole, que tinha aparecido nos dois episódios de natal anteriores.

## Episódios
Os episódios seis, sete e oito da temporada constituíram um arco de história divida em três partes, embora sejam episódios independentes. Os primeiros três episódios são histórias individuais, enquanto os dois últimos formam a season finale.
| Especial (2016) |    |                                                                    |                 |                               |                        |      |    |
| 264 | —  | "The Return of Doctor Mysterio" "O Retorno do Doutor Mysterio"     | Ed Bazalgette   | Steven Moffat                 | 25 de dezembro de 2016 | 7,83 | 82 |
| O Doutor, juntamente com Nardole, investiga a filial novaiorquina da "Harmony Shoal", uma empresa multinacional de pesquisa. A jornalista Lucy Fletcher também investiga o local, e os três descobrem que a Harmony Shoal está transplantando cérebros estranhos em seres humanos. Um dos trabalhadores alienígenas, no entanto, encontra os três, mas eles são resgatados pelo super-herói conhecido como o Fantasma, um alter ego de Grant Gordon, que o Doutor percebe que ele conheceu vários anos antes quando Grant era uma criança e que ele transformou acidentalmente em um super-herói. Grant também é uma babá que trabalha para Lucy. No entanto, ela não tem conhecimento da verdadeira identidade de Grant. Enquanto isso, o Doutor e Nardole encontram a nave dos alienígenas, mas logo descobrem que ela foi transformada em uma bomba, que vai explodir em Nova York, como parte de um plano complexo para implantar os cérebros alienígenas em líderes mundiais, assumindo assim o mundo. Entretanto, o Doutor faz a nave sobre a cidade mais cedo do que o planejado, e a colisão é parada por Grant, revelando assim sua identidade para Lucy. Depois que ele e Lucy anunciam seu amor um pelo outro, Grant joga a nave no Sol. A UNIT, em seguida, encerra a Harmony Shoal, mas um dos cérebros alienígenas se implanta em um dos soldados do grupo.                                                                                |    |                                                                    |                 |                               |                        |      |    |
| Temporada |    |                                                                    |                 |                               |                        |      |    |
| 265 | 1  | "The Pilot" "O Piloto"                                             | Lawrence Gough  | Steven Moffat                 | 15 de abril de 2017    | 6,68 | 83 |
| O Doutor e Nardole disfarçaram-se como um professor e um assistente, respectivamente, de uma universidade. Bill Potts é chamada para a sala do Doutor e acaba se tornando aluna dele. Bill fica intrigada com uma estudante chamada Heather, que pede a ela para inspecionar uma poça, perguntando se ela podia ver o que havia de errado com seu reflexo. O Doutor investiga o local e observa que não é um reflexo, mas algo imitando-os. Bill volta para seu apartamento e é perseguida por um corpo de água em movimento, que se assemelha com Heather. Ela corre para o escritório do Doutor na universidade, que força Bill a entrar na TARDIS. O Doutor então se desloca, com ele e Nardole verificando um cofre guardado. A TARDIS então pousa na Austrália, onde o Doutor admite quem ele é, os levando na sequência para outro planeta e para o futuro. Em seguida, decide ir para um campo de batalha Dalek, onde Heather então assume a forma de um Dalek. Bill convence Heather ir embora, e ela desaparece. O Doutor e Bill retornam a seu escritório, onde tenta limpar a mente de Bill, que se nega. Quando Bill sai, ela encontra o Doutor esperando com a TARDIS. |    |                                                                    |                 |                               |                        |      |    |
| 266 | 2  | "Smile" "Sorria"                                                   | Lawrence Gough  | Frank Cottrell-Boyce          | 22 de abril de 2017    | 5,98 | 83 |
| O Doutor e Bill chegam em um dos primeiros planetas colonizados pelos humanos, Gliese 581d. Eles são recebidos apenas por dois tipos diferentes de robôs: robôs de enxame (Vardies) e os emojibots. Um destes dá ao Doutor e Bill discos que comunicam suas verdadeiras emoções. O Doutor teoriza que o planeta está aguardando os colonos, mas logo acha os esqueletos de uma tripulação que foram usados como fertilizantes. Determinado a explodir a cidade, ele encontra a nave principal e sua sala de máquinas, mas Bill se depara com uma criança que despertou de uma capsula. Os colonos foram criogenicamente congelados, com alguns "pastores" acordados antes para trabalhar. Depois que um pastor morre, os emojibots não puderam reconhecer o sofrimento e mataram todos que estavam de luto em uma investida contra a tristeza. Os colonos acordados decidem lutar contra os emojibots, mas o Doutor limpa a memória dos robôs. Ele faz um acordo com os robôs e os humanos devem aprender a viver com os Vardies, sendo a espécie alienígena do planeta. Eles vão embora e a TARDIS pousa em Londres sobre o rio Tâmisa congelado. |    |                                                                    |                 |                               |                        |      |    |
| 267 | 3  | "Thin Ice" "Gelo Fino"                                             | Bill Anderson   | Sarah Dollard                 | 29 de abril de 2017    | 5,61 | 84 |
| O Doutor e Bill pousam com a TARDIS em Londres em 1814 no meio de uma feira em cima do rio Tamisa congelado. A chave de fenda sônica do Doutor é roubada por Spider, um garoto órfão liderado por Kitty. O Doutor e Bill perseguem os garotos para fora da feira, onde luzes brilhantes sob o gelo cercam os pés de Spider e o puxam para baixo. O Doutor e Bill acabam capturados propositadamente. No fundo do rio, eles encontram uma criatura marítima gigante presa por correntes. A dupla também descobre com Kitty que Senhor Sutcliffe usava a criatura para acumular uma fortuna coletando e vendendo seus resíduos como combustível para substituir o carvão. Sutcliffe envia o Doutor e Bill para serem comidos, enquanto ele monta uma bomba para explodir o gelo. O Doutor e Bill escapam, e enquanto o Doutor coloca as correntes na criatura, Bill tira as pessoas da feira. Quando Sutcliffe dispara a bomba, a criatura é libertada. Eles retornam ao presente, onde Nardole repreende o Doutor por quebrar seu juramento. Ao verificar o cofre sob a universidade, Nardole ouve algo dentro dele batendo repetidamente. |    |                                                                    |                 |                               |                        |      |    |
| 268 | 4  | "Knock Knock" "Toc Toc"                                            | Bill Anderson   | Mike Bartlett                 | 6 de maio de 2017      | 5,73 | 83 |
| Bill e cinco estudantes assinam um contrato com um senhorio misterioso para viver em sua mansão. Depois de ajudar Bill com a mudança, o Doutor desconfia da natureza do senhorio. Após dois estudantes desaparecerem misteriosamente, o grupo se separa. O Doutor, junto com Harry, um dos estudantes, descobre uma estranha criatura parecida com uma barata, que ele apelida de "dríade". No porão, eles descobrem contratos de décadas atrás. O senhorio os acha e revela que o todo aquele incidente era para manter sua filha, Eliza, viva. Bill e Shireen, outra estudante, encontram Eliza na torre da mansão, descobrindo que a mulher era completamente de madeira. Depois de encontrar Bill, o Doutor percebe que o senhorio é na verdade o filho de Eliza. O senhorio tenta enviar as dríades para matar o Doutor e Bill, mas Eliza controla-os. Ela abraça o senhorio enquanto as dríades os consomem. Os estudantes são restaurados para seus corpos físicos e posteriormente a casa colapsa. De volta à universidade, o Doutor entra no cofre para alimentar seu prisioneiro enquanto ecos de música de piano são ouvidas do lado de dentro. |    |                                                                    |                 |                               |                        |      |    |
| 269 | 5  | "Oxygen" "Oxigênio"                                                | Charles Palmer  | Jamie Mathieson               | 13 de maio de 2017     | 5,27 | 83 |
| Nardole acompanha o Doutor e Bill para uma estação espacial para responder a uma chamada de socorro. A maior parte da tripulação foi morta por seus trajes inteligentes, roupas espaciais robóticas capazes de se movimentar independentemente e que são a única fonte de oxigênio na estação, forçando o trio a vesti-las. Os trajes receberam uma ordem para "desativar componentes orgânicos"; alguns tripulantes sobreviveram por serem desconectados, mas as roupas podem transmitir o comando por toque. O traje de Bill não funciona, forçando o Doutor a lhe dar o capacete para salvá-la, expondo-se ao vácuo do espaço, que o cega. Ele mais tarde a deixa para ser eletrocutada, sabendo que seu traje não tem o poder para um choque letal. O algoritmo utilizado pela empresa determinou que a tripulação era ineficiente e, portanto, muito cara para manter viva. Ele liga o sinal de vida dos sobreviventes a estação, de modo que se eles morrem ela explode, tornando mais caro matá-los. Desde modo os trajes dos mortos dão seu oxigênio restante para os demais. Bill é revivida, os olhos do Doutor são reparados e os sobreviventes retornam à sua sede para reclamar. De volta à universidade, o Doutor revela a Nardole que ainda está cego. |    |                                                                    |                 |                               |                        |      |    |
| 270 | 6  | "Extremis"                                                         | Daniel Nettheim | Steven Moffat                 | 20 de maio de 2017     | 5,53 | 82 |
| Há muito tempo, o Doutor é enviado para executar Missy, que é interrompido por Nardole por ordem de River Song. O Doutor se recusa a matar Missy, optando por encarcerá-la e guardá-la por 1000 anos dentro de um cofre. No presente, o Papa vem ao Doutor, pedindo ajuda para traduzir um texto chamado Veritas. Todos os que o leram se suicidaram, e o Doutor, Nardole e Bill são levados ao Vaticano para investigar. Lá, Bill e Nardole descobrem um portal, que os leva ao Pentágono. Eles acham que os portais estão sendo projetados e que levam a vários lugares em todo o mundo. O Doutor temporariamente restaura sua visão usando tecnologia dos Senhores do Tempo, mas é emboscado por alienígenas. Nardole percebe que os projetores não estão projetando portais, mas o mundo inteiro. Isso faz com que ele se desmaterialize. Bill encontra o Doutor, que lhe diz que o mundo é uma simulação, e o Veritas contém a prova. Bill, em seguida, desaparece devido à intervenção do alienígena e o Doutor percebe que este é um teste para ver se eles podem conquistar a Terra. No entanto, a simulação é muito exata, e como seus óculos de sol sônicos ainda funcionam perfeitamente, o Doutor virtual envia informações para o seu eu real para alertar sobre a invasão que se aproxima. |    |                                                                    |                 |                               |                        |      |    |
| 271 | 7  | "The Pyramid at the End of the World" "A Pirâmide no Fim do Mundo" | Daniel Nettheim | Peter Harness e Steven Moffat | 27 de maio de 2017     | 5,79 | 82 |
| O Doutor é chamado pelo secretário-geral da ONU após uma pirâmide aparecer misteriosamente na fronteira estratégica dos exércitos russo, chinês e norte-americano. É revelado que os Monges são responsáveis pela pirâmide e que eles têm previsto um desastre através de suas simulações, oferecendo uma oportunidade para salvar a humanidade se eles concordarem com suas regras. Em outro lugar em um laboratório bioquímico, um cientista acidentalmente interpreta mal os níveis de substâncias químicas em uma experiência, liberando um vírus bioquímico mortal. O Doutor percebe que o desastre não estava relacionado à guerra, mas por um problema bioquímico. Após ele e Nardole localizarem o laboratório, Nardole cai inconsciente por causa do vírus enquanto esperava na TARDIS. O Doutor, com a ajuda de Erica, outra funcionaria do laboratório, descobre que a única maneira de parar o vírus seria destruindo o lugar. Ele fica preso no lado de um bloqueio manual que só pode ser destravado ao inserir uma sequência de números por conta de sua cegueira. Bill faz um acordo com os Monges para restaurar a visão do Doutor apesar dele reclamar. Ele consegue escapar à custa de entregar o planeta aos Monges. |    |                                                                    |                 |                               |                        |      |    |
| 272 | 8  | "The Lie of the Land" "A Mentira da Terra"                         | Wayne Yip       | Toby Whithouse                | 3 de junho de 2017     | 4,82 | 82 |
| Os Monges agora lideram o planeta e, para a maioria da humanidade, parecem ter estado na Terra há milhões de anos, orientando o desenvolvimento da espécie, mas Bill e alguns outros conhecem a verdade. Nardole localiza Bill, e eles procuram o Doutor. Eles o encontram, mas aparentemente ele está cooperando com os Monges. Bill dispara contra o Doutor e parece que ele está se regenerando, mas é tudo um truque para ver se Bill estava sob o efeito dos Monges. Na universidade, o Doutor fala com Missy, que revela que Bill deve morrer para quebrar a influência dos Monges na Terra. O Doutor espera encontrar outra solução, portanto, eles se infiltram na pirâmide dos Monges em Londres. O Doutor tenta quebrar a ligação, mas falha. Bill se prepara para se sacrificar, no entanto, as imagens dos Monges são substituídas pelas da mãe de Bill, o que representa esperança. Devido às suas ações, os Monges deixam a Terra a humanidade não se recorda de sua existência. De volta ao cofre, Missy expressa remorso por aqueles que assassinou. |    |                                                                    |                 |                               |                        |      |    |
| 273 | 9  | "Empress of Mars" "Imperatriz de Marte"                            | Wayne Yip       | Mark Gatiss                   | 10 de junho de 2017    | 5,02 | 83 |
| Depois de ver as palavras "Deus Salve a Rainha" escrito na superfície de Marte, o Doutor e Bill encontram vários soldados vitorianos no planeta, que estão trabalhando com um Guerreiro do Gelo, cujo objetivo é despertar sua raça dos seus 5.000 anos de hibernação. Depois que a Rainha Imperatriz de Marte desperta, ela é atacada por um soldado. Ela desperta os outros Guerreiros do Gelo, que atacam os soldados. A investida termina quando o Doutor envia uma mensagem, que é recebida por Alpha Centauri, que ajuda os Guerreiros do Gelo, já que Marte agora está inabitável. |    |                                                                    |                 |                               |                        |      |    |
| 274 | 10 | "The Eaters of Light" "Os Devoradores de Luz"                      | Charles Palmer  | Rona Munro                    | 17 de junho de 2017    | 4,73 | 81 |
| O Doutor e Bill, em desacordo sobre o destino da Nona Legião do Exército Romano Imperial, viajam na TARDIS até a Escócia do século II. Bill segue seu próprio caminho, enquanto o Doutor e Nardole procuram os cadáveres da legião. Bill encontra alguns soldados escondidos de uma criatura atraída por qualquer fonte de luz, matando aqueles que estão no caminho. Enquanto isso, o Doutor e Nardole descobrem os corpos da legião remanescente. Mais tarde, eles se deparam com uma tribo de pictos guardando um moledro. O Doutor entra no local, passando para um portal interdimensional. Os pictos explicam que um guerreiro atravessa o moledro para derrotar um "devorador de luz", mas com a invasão do exército romano, permitiram que ele escapasse para lutar contra eles. Bill leva a legião sobrevivente para longe da criatura e acaba reunindo-se com o Doutor e Nardole. O Doutor prepara um plano para atrair o devorador de luz de volta ao portal durante o nascer do sol, mas requer alguém dentro dele para impedir a fuga da criatura. Uma vez que ela está presa, os pictos e a Nona Legião se sacrificam para parar as criaturas. De volta a TARDIS, Missy os aguarda, para surpresa de Bill e Nardole. |    |                                                                    |                 |                               |                        |      |    |
| 275a | 11 | "World Enough and Time" "Mundo e Tempo Suficientes"                | Rachel Talalay  | Steven Moffat                 | 24 de junho de 2017    | 5,00 | 85 |
| Durante uma nevasca, o Doutor sai da TARDIS e se começa a se regenerar. Mais cedo, o Doutor propôs testar Missy fazendo ela comendar uma missão após receberem uma chamada de socorro. Eles pousam em uma nave-colônia que se afasta de um buraco negro. Jorj, um dos tripulantes, exige saber qual delas é humana, e quando Bill se revela, ele atira nela. O Doutor, Missy e Nardole sabem que alguns dias atrás, os membros restantes da tripulação foram até os níveis inferiores da nave, mas nunca voltaram. Jorj afirma que a nave estava vazia, mas o Doutor mostra que há milhares de humanos, descendentes dos membros da equipe: devido à dilatação do tempo, ele se move muito mais rápido na parte de baixo da nave. Bill acorda em um hospital, tendo sido equipada com um coração mecânico. Razor, um funcionário do hospital, explica que alguns pacientes esperam ser "atualizados" para escapar do ar poluído da nave. Dez anos depois, os dois assistem o Doutor descendo no elevador, tendo passado apenas alguns minutos para ele. O Doutor, Nardole e Missy chegam e determinam a origem da nave-colônia: Mondas. Razor se aproxima Missy e revela-se como sua encarnação anterior, O Mestre. O Doutor e Nardole encontram um Cyberman que se revela como Bill. |    |                                                                    |                 |                               |                        |      |    |
| 275b | 12 | "The Doctor Falls" "A Queda do Doutor"                             | Rachel Talalay  | Steven Moffat                 | 1 de julho de 2017     | 5,30 | 83 |
| Escapando para o próximo andar da nave, o Doutor tenta confortar Bill, que manteve sua humanidade, embora ela esteja se perdendo. Este andar é uma zona rural simulada, onde o grupo ajuda a defender os moradores dos próximos Cybermen. O Doutor tenta convencer Missy e o Mestre para ajudá-lo. Eles se recusam, embora Missy pareça estar em conflito. Com a esperança de salvar a todos, o Doutor diz a Nardole que os leve para outro andar enquanto se sacrifica. Bill opta por ficar com ele e Nardole diz adeus, levando os moradores em segurança. Em outro lugar, antes de fugirem para a TARDIS do Mestre, Missy o trai para ajudar o Doutor, esfaqueando-o nas costas e desencadeando seu processo de regeneração. O Mestre então atira em Missy, matando-a. O Doutor luta contra os Cybermen, mas é baleado por Bill agora totalmente convertida. Ele consegue explodir todo o andar, matando-se. Bill de alguma forma sobrevive e Heather aparece. Elas se beijam, e Heather revela que mudou Bill para poder viver. As duas levam o Doutor de volta para a TARDIS, onde Bill usa os poderes de cura de sua nova espécie para trazê-lo de volta. Ela e Heather então o deixam para ver o universo juntas. O Doutor desperta quando o processo de regeneração começa. Ele se recusa, tentando detê-la, e sai da TARDIS, onde é recebido pelo Primeiro Doutor em meio a uma nevasca.                                                        |    |                                                                    |                 |                               |                        |      |    |
| Especial (2017) |    |                                                                    |                 |                               |                        |      |    |
| 276 | —  | "Twice Upon a Time" "Eram Duas Vezes"                              | Rachel Talalay  | Steven Moffat                 | 25 de dezembro de 2017 | 7,92 | 81 |
| Vagando de volta a sua TARDIS no Pólo Sul, o Primeiro Doutor se recusa a se regenerar. Ele encontra o Décimo segundo Doutor fora de sua própria TARDIS em um estado mental similar. A dupla é abordada por um capitão britânico da Primeira Guerra Mundial, deslocado, confuso e ferido. Todos os três são sequestrados por uma espaçonave, onde dentro eles conhecem Bill Potts. Eles são oferecidos à liberdade pela piloto holográfico em forma de vidro da nave em troca de permitir o retorno do capitão. Eles escapam e levam a TARDIS do Primeiro Doutor para Villengard. Sozinho, o Décimo segundo Doutor encontra-se com o Dalek Rusty. Dado o acesso ao Dalek Hivemind, o Doutor descobre que a piloto e sua nave, conhecidos como Testemunho, são projetados para extrair pessoas quando morrem e arquivar suas memórias; Bill é um avatar. Os Doutores concordam em devolver o capitão à sua linha do tempo, que acontece a poucos minutos antes da trégua de Natal. O Primeiro Doutor informa o Décimo Segundo que ele está preparado para se regenerar e retorna à seu TARDIS. Depois de ficar sozinho com o avatar de Bill, o Doutor retorna à TARDIS e regenera depois de transmitir conselhos para sua próxima encarnação. Depois da Décima terceira Doutora examina seu reflexo, a TARDIS sofre várias falhas. Caindo da nave, a sala do console explode e a TARDIS se desmaterializa, enquanto a Doutora mergulha em direção à Terra. |    |                                                                    |                 |                               |                        |      |    |

### Episódio suplementar
| Título | Dirigido por   | Escrito por   | Lançamento          | Duração |
| --- | -------------- | ------------- | ------------------- | ------- |
| "Friend from the Future" | Lawrence Gough | Steven Moffat | 23 de abril de 2016 | 2:05    |
| Num canto escondido do corredor dentro de uma nave espacial, o Doutor tenta responder às perguntas de Bill sobre seus inimigos. Bill pensa que eles são divertidos no começo, mas o Doutor a convence que eles estão em perigo real. |                |               |                     |         |

## Elenco
Peter Capaldi reprisa seu papel como o Décimo segundo Doutor em sua terceira e última temporada; ele deixará a série no especial de Natal de 2017, enquanto Pearl Mackie interpreta a sua nova acompanhante, Bill Potts, depois da saída de Jenna Coleman. Para evitar o vazamento da escolha de Pearl, a produção usou o termo "Mean Town", um anagrama para "Ten Woman"; isto referência o fato de Bill ser a companhia para a décima temporada, e foi revelada pelo diretor de elenco Andy Pryor para a Radio Times. Mackie fez sua estreia no primeiro episódio, "The Pilot". Ela foi a primeira acompanhante abertamente gay. Matt Lucas retorna como Nardole, que apareceu nos episódios natalinos de 2015 e 2016 "The Husbands of River Song" e "The Return of Doctor Mysterio", mas agora como um personagem regular, mas não que aparece em todos os episódios.
Em junho de 2016 foi anunciado que Stephanie Hyam faria uma participação durante a temporada. Um mês depois, os atores Mina Anwar, Ralf Little e Kaizer Akhtar também foram incluídos no elenco para interpretar Goodthing, Steadfast e Praiseworthy, respectivamente, no segundo episódio, "Smile". Em 16 de agosto de 2016, David Suchet, conhecido por seu papel em Agatha Christie's Poirot, apareceu como o personagem "O Senhorio" em "Knock Knock", o quarto episódio. Tate Pitchie-Cooper interpretou uma versão mais nova do Senhorio. Fady Elsayed, que apareceu no spin-off Class, também terá uma participação na tempordada.
Em outubro de 2016 foi anunciado que Justin Chatwin apareceria no episódio natalino "The Return of Doctor Mysterio". Charity Wakefield, Adetomiwa Edun, Aleksandar Jovanovic e Logan Hoffman também participaram. O elenco do quinto episódio, "Oxygen", foi revelado pela BBC em 16 de novembro de 2016, e incluía Kieran Bew, Peter Caulfield, Mimi Ndiweni e Katie Brayben, enquanto Justin Salinger representaria "Tasker", e Rebecca Benson, Daniel Kerr, Juwon Adedokun, Brian Vernel, Ben Hunter, Aaron Phagura, Sam Adewunmi e Billy Matthews foram anunciados para o décimo episódio, "Empress of Mars".
Em 14 de outubro de 2016, Michelle Gomez confirmou que retornaria como Missy. Em 30 de janeiro de 2017, Capaldi confirmou que esta seria a sua última. Em 6 de abril de 2017 a BBC também confirmou o restorno de John Simm para interpretar o Mestre junto com Gomez.

## Produção

### Roteiro e desenvolvimento
A décima temporada foi confirmada durante a revisão anual da BBC Worldwide em julho de 2015. Em janeiro de 2016 também foi confirmado que esta seria a última temporada de Steven Moffat como showrunner, que será substituído por Chris Chibnall em 2018.
Em maio de 2016, Steven Moffat afirmou na 500ª edição da Doctor Who Magazine que ele escreveria o primeiro e os últimos três episódios da temporada. Ele também disse que a série seria majoritariamente composta por episódios de parte única, assim Bill poderia ter mais histórias para explorar melhor a personagem, mas mesmo assim haveria episódios divididos em duas partes. Moffat também escreveu o episódio natalino de 2017, depois que a décima temporada foi concluída.
Lawrence Gough foi o diretor dos dois primeiros episódios, enquanto Frank Cottrell-Boyce escreveu o segundo; ele já tinha trabalhado na série, tendo escrito "In the Forest of the Night" durante a oitava temporada. Sarah Dollard, que escreveu "Face the Raven" na  nona temporada, retornou para escrever um episódio, do mesmo modo como o dramaturgo Mike Bartlett escreveu um episódio no mesmo bloco de Dollard. Matt Lucas revelou no Twitter que Jamie Mathieson escreveria o quinto episódio, depois de ter escrito "Mummy on the Orient Express" e "Flatline" e ter co-escrito "The Girl Who Died". Daniel Nettheim dirigiu dois episódios, ambos co-escritos por Steven Moffat e Peter Harness, depois de ter dirigido previamente "The Zygon Invasion" / "The Zygon Inversion" na nona temporada.
Em junho de 2016, Mark Gatiss confirmou que escreveria um episódio para a temporada; ele revelou posteriormente que seria o décimo episódio, uma mudança no anúncio anterior de Moffat de que ele seria o roteirista daquele episódio. Em 2015, Gatiss revelou que escreveria uma sequência para "Sleep No More", exibido na nona temporada; entretanto, ele não seria a base para o novo episódio de Gatiss para a décima temporada. Em vez disso, o episódio teve o retorno dos Ice Warriors, uma raça que apareceu nas eras do Segundo e Terceiro Doutores, e no episódio de de 2013 "Cold War", também escrito por Gatiss.
Moffat revelou em outubro de 2016 que um roteirista que havia contribuído anteriormente para a série clássica retornaria para escrever um episódio. No mês seguinte, foi revelado ser Rona Munro, que tinha feito Survival, o último arco da 26.ª temporada e da série clássica. Munro escreveu o décimo episódio da temporada, intitulado "The Eaters of Light" Toby Whithouse escreveu o oitavo episódio.
Em março de 2017, foi revelado que o Cybermen original de Mondas apareceria nos últimos dois episódios da temporada.

### Filmagens
A leitura do primeiro bloco de produção ocorreu em 14 de junho de 2016. As filmagens para o primeiro bloco da décima temporada começaram em 20 de junho de 2016. As filmagens para o segundo episódio ocorreram em Valencia, Espanha. As filmagens do primeiro bloco terminaram em 28 de julho de 2016. A leitura do segundo bloco ocorreu em 18 de julho de 2016 e as filmagens começaram em 1º de agosto de 2016, começando com o terceiro episódio. A produção do especial de Natal de 2016 começou em 5 de setembro de 2016 e terminou em 30 de setembro de 2016.  As filmagens para o quinto bloco começaram em 23 de novembro de 2016, pararam em dezembro para uma pausa durante as férias, antes de retomar em 3 de janeiro de 2017. O sexto bloco começou a ser filmado pouco depois. Em 6 de março de 2017 a BBC confirmou que o trabalho nos dois últimos episódios da temporada tinham começado, com Rachel Talalay, que retorna para dirigir seu terceiro final de temporada seguida.
As filmagens foram concluídas em 7 de abril de 2017. As gravações para o especial de Natal de 2017 começaram pouco tempo tempo, com previsão para serem encerradas em junho de 2017.
As filmagens do spin-off Class aconteceram de abril a setembro de 2016, começando antes das filmagens de Doctor Who. Peter Capaldi participou na filmagem de Class, aparecendo no primeiro episódio da série, "For Tonight We Might Die".
Os blocos de produção são dispostos como se segue:
| Bloco | Nome do episódio                                | Diretor         | Escritor                           | Produtor      | Ref(s)                             |
| ----- | ----------------------------------------------- | --------------- | ---------------------------------- | ------------- | ---------------------------------- |
| 1     | "The Pilot" Smile"                              | Lawrence Gough  | Steven Moffat Frank Cottrell-Boyce | Peter Bennett | [ 27 ] [ 74 ] [ 71 ]               |
| 2     | "Thin ice" Knock Knock"                         | Bill Anderson   | Sarah Dollard Mike Bartlett        | Nikki Wilson  | [ 27 ] [ 75 ] [ 71 ] [ 72 ]        |
| 3     | "The Return of Doctor Mysterio"                 | Ed Bazalgette   | Steven Moffat                      | Peter Bennett | [ 20 ] [ 76 ]                      |
| 4     | "Oxygen" The Eaters of Light"                   | Charles Palmer  | Jamie Mathieson Rona Munro         | Nikki Wilson  | [ 41 ] [ 52 ] [ 77 ] [ 78 ] [ 71 ] |
| 5     | "Extremis" The Pyramid at the End of the World" | Daniel Nettheim | Steven Moffat Peter Harness        | Peter Bennett | [ 45 ] [ 79 ] [ 46 ] [ 71 ] [ 72 ] |
| 6     | "The Lie of the Land" Empress of Mars"          | Wayne Yip       | Toby Whithouse Mark Gatiss         | Nikki Wilson  | [ 79 ] [ 46 ] [ 71 ] [ 72 ]        |
| 7     | "World Enough and Time" The Doctor Falls"       | Rachel Talalay  | Steven Moffat                      | Peter Bennett | [ 79 ] [ 71 ] [ 72 ]               |
| X     | "Twice Upon a Time"                             | Rachel Talalay  | Steven Moffat                      | Nikki Wilson  | [ 72 ]                             |

## Promoção
Uma prévia foi filmada em abril de 2016 como parte de um clipe promocional mostrado em 23 de abril de 2016. Introduziu o Doutor e sua nova acompanhante, Bill, enfrentando os Daleks. No entanto, Moffat afirmou que esta cena não seria inclusa na temporada. Capaldi, Mackie, Lucas e Moffat promoveram a série na New York Comic Con em outubro de 2016.
O primeiro trailer foi mostrado no final do especial de natal "The Return of Doctor Mysterio". Um segundo teaser foi lançado em 25 de fevereiro de 2017. Em 31 de março de 2017 a BBC lançou imagens promocionais de Capaldi, Mackie e Lucas, bem como o título do primeiro episódio. O trailer completo da temporada foi liberado mais tarde naquele mesmo dia pela BBC One durante o intervalo de uma partida das quartas de final da Copa da Inglaterra de 2016–17, juntamente com imagens promocionais do primeiro episódio.
Para promover a série, cinco trailers foi disponibilizados online. Em 31 de março a BBC America liberou o trailer para Doctor Who e Class. No mesmo dia, uma entrevista com Mackie was foi exibida na BBC News, contendo clipes do primeiro episódio. Outro trailer foi lançado em 3 de abril de 2017. Em 9 de abril, Capaldi, Mackie, Moffat e Minchin participarem de um painel na BFI & Radio Times TV Festival, onde foram mostrados trailers da temporada.

## Transmissão e recepção

### Lançamentos em DVD e Blu-ray
Os primeiros seis episódios da décima temporada foram lançados em DVD e Blu-Ray em 29 de maio de 2017 na Região 2, em 6 de junho de 2017 na Região 1 e em 31 de maio de 2017 na Região 4. A segunda metade com os seis episódios restantes está programado para ser lançada em 17 de julho na Região 2, em 1 de agosto de 2017 em DVD na Região 1 e em 16 de agosto na Região 4.
Similar ao Doctor Who Extra, ambos os lançamentos incluirão um "Inside Look" em cada um dos episódios, bônus que irão incluir imagens de bastidores, entrevistas e história interna sobre as gravações.